# الصريح (ذي السفال)

تعديل مصدري - تعديل

الصريح محلة تابعة لقرية الفودعية، التابعة لعزلة حبير بمديرية ذي السفال إحدى مديريات محافظة إب في الجمهورية اليمنية، بلغ تعداد سكانها 303 حسب تعداد اليمن لعام 2004.